# Рощино (Амурская область)
Ро́щино — село в Тамбовском районе Амурской области, Россия. Входит в Раздольненский сельсовет.

## География
Село Рощино находится в 18 км к юго-западу от районного центра Тамбовского района села Тамбовка.
Дорога к селу Рощино идёт на юго-восток от административного центра Раздольненского сельсовета села Раздольное, расстояние — 8 км.
До районного центра Тамбовского района села Тамбовка по автодороге — 28 км.

## Население
| 2002 | 2010 | 2012 | 2013 | 2014 | 2015 | 2016 |
| ---- | ---- | ---- | ---- | ---- | ---- | ---- |
| 175  | ↘155 | →155 | ↘154 | ↘150 | ↗153 | ↗156 |
| 2017 | 2018 |      |      |      |      |      |
| ↘148 | ↘146 |      |      |      |      |      |

## Инфраструктура
Сельскохозяйственные предприятия Тамбовского района.